# Brandseeschwalbe
Die Brandseeschwalbe (Thalasseus sandvicensis, bis 2005 Sterna sandvicensis) ist eine Vogelart der Gattung Thalasseus aus der Unterfamilie der Seeschwalben (Sterninae). In der Roten Liste der Brutvögel Deutschlands von 2020 wird die Art in der Kategorie 1 als vom Aussterben bedroht geführt.

## Beschreibung

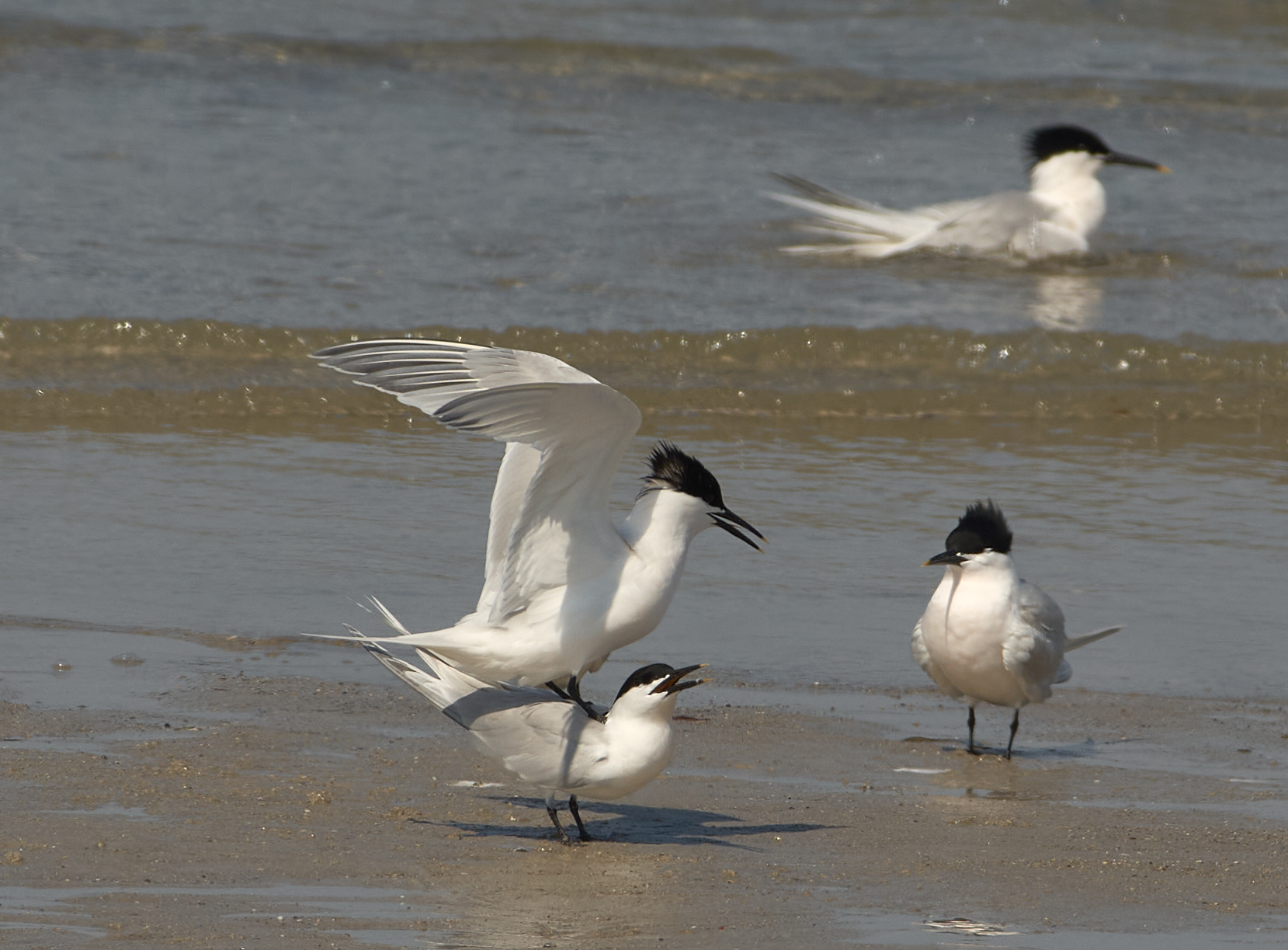
Brandseeschwalben vor Helgoland (Düne)

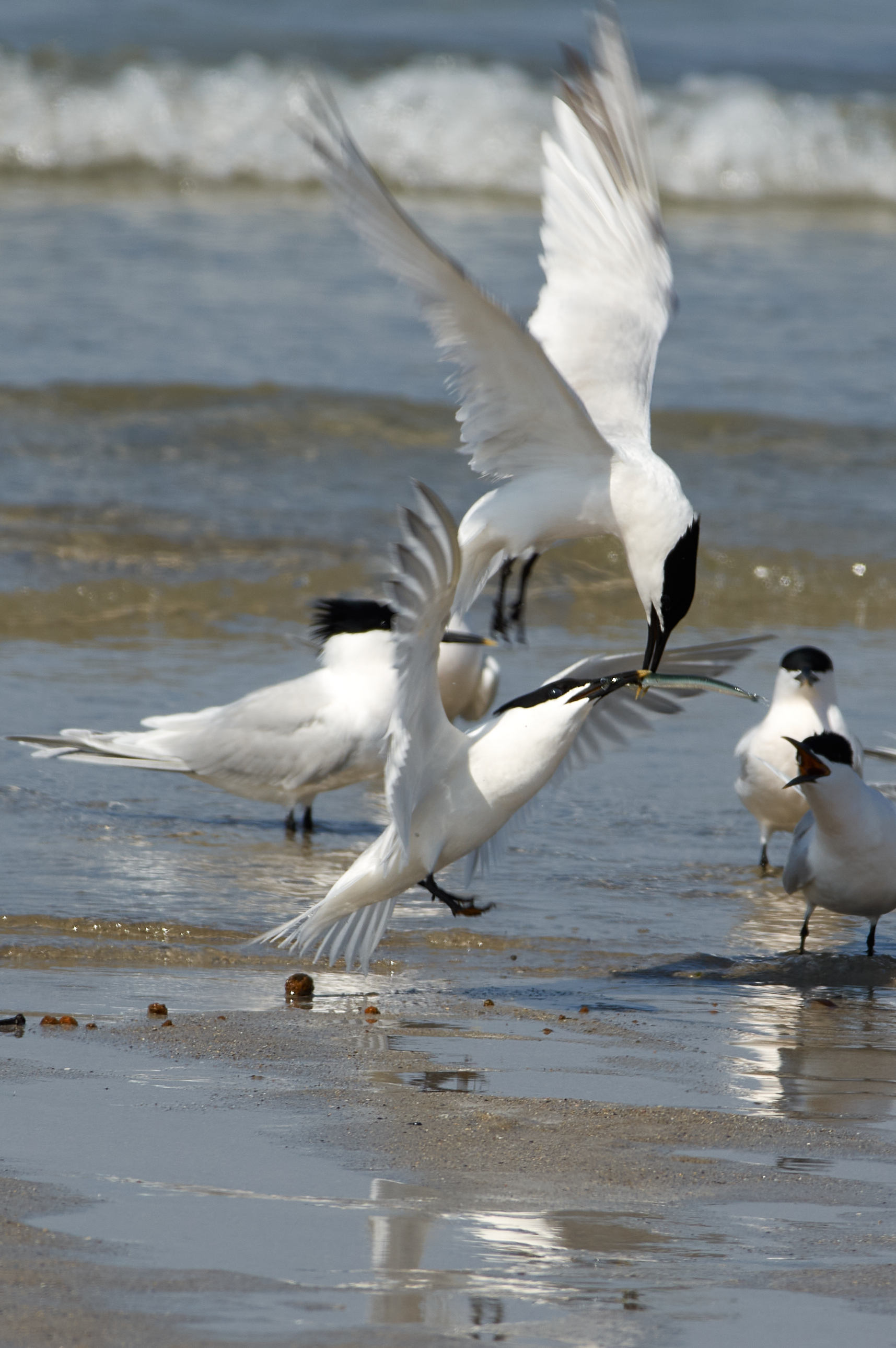
Brandseeschwalben

Die Brandseeschwalbe wird etwa 40 cm lang und erreicht eine Flügelspannweite von ca. 100 bis 110 cm. Ihr langer Schnabel ist schwarz und hat eine hellgelbe Spitze.
Die Oberseite der Flügel ist hellgrau gefärbt. Die Unterseite und der Hals sind weiß gefärbt. Die Kopfplatte und der zerzauste Schopf im Nacken sind schwarz gefärbt. Männchen und Weibchen haben die gleiche Färbung. Ihr kurzer Schwanz ist gegabelt. Der krächzende Ruf der Brandseeschwalbe klingt in etwa wie „kärrik“.

## Lebensraum

Verbreitungskarte (gelb: Sommer, orange: Winter)

Die Brandseeschwalbe lebt an den europäischen Küsten der Nordsee, Ostsee, des Atlantiks, des Mittelmeers sowie des Schwarzen und Kaspischen Meers. In Mitteleuropa bleibt sie von März bis September. Im Winter zieht sie nach Südeuropa bis Südafrika. Sie bewohnt Küsten und kleine Inseln mit flachem Wasser und reichlich Nahrung. Die beiden bedeutendsten Brutkolonien der Brandseeschwalbe in der Deutschen Bucht befinden sich auf der unbewohnten Hallig Norderoog und der Insel Trischen, beide vor der Schleswig-Holsteinischen Nordseeküste. Eine kleinere Brutkolonie gibt es auf Neuwerk. Die größte Kolonie Westeuropas von über 10.000 Brutpaaren brütet auf der niederländischen Insel Griend.

## Ernährung

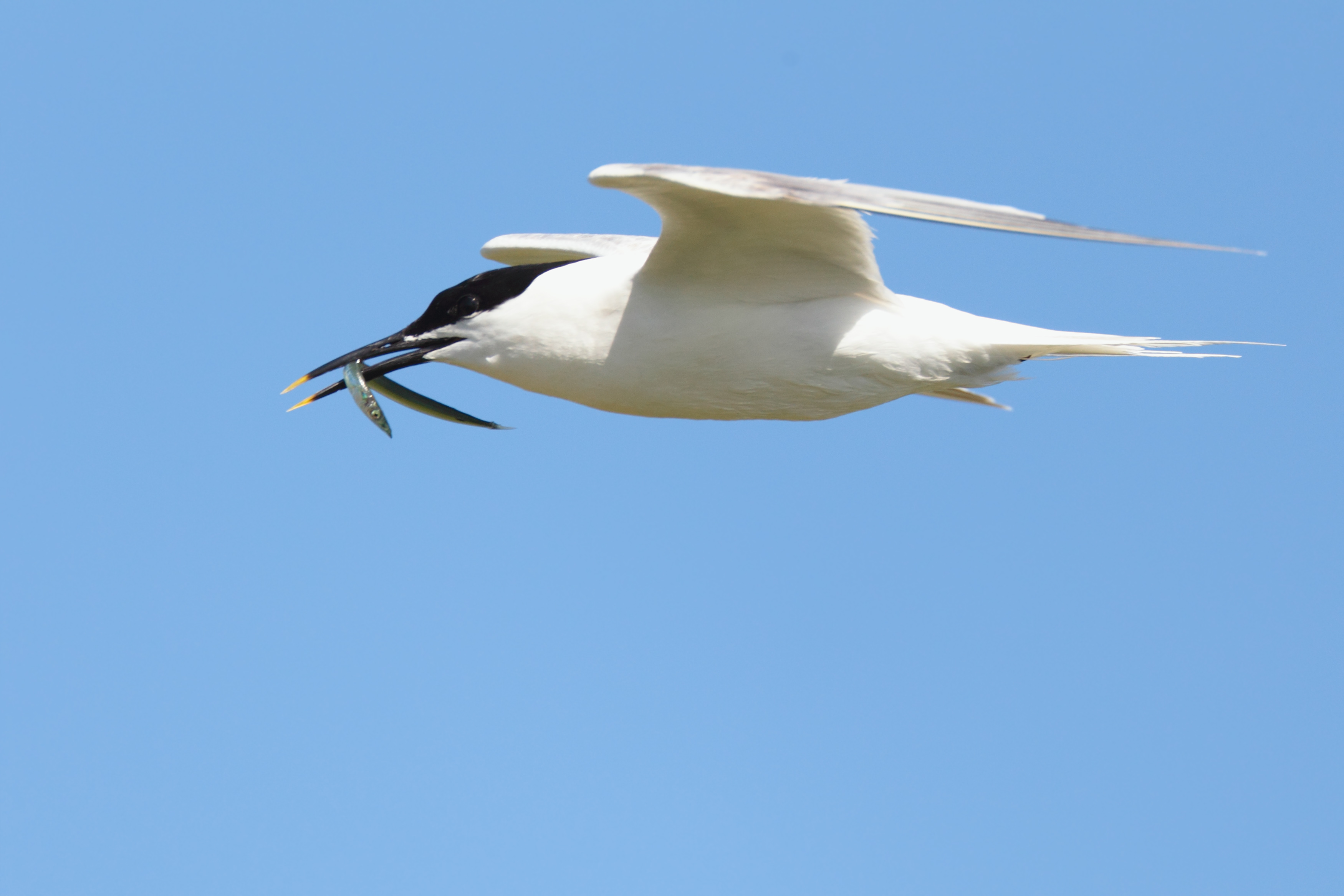
Mit Sandaal im Schnabel

Die Brandseeschwalbe ist ein treffsicherer Stoßtaucher. Sie erbeutet hauptsächlich kleine Fische an der Küste oder auf dem offenen Meer. Außerdem ernährt sie sich von Weichtieren, Würmern und Insekten.

## Fortpflanzung
Die Geschlechtsreife tritt nach drei bis vier Jahren ein. Die Brandseeschwalbe brütet von Mai bis Juli in engen, riesigen Kolonien. Ungestörte kleine Inseln werden als Brutgebiet bevorzugt. Eine Brutkolonie kann aus 1000 bis 9000 Paaren bestehen, wobei sich bei wenig Platz bis zu zehn Brutpaare einen Quadratmeter teilen müssen. Die Vögel können sich in der Masse wirkungsvoll mit Geschrei, Fliegen und Kotablassen gegen Feinde wehren. Der Nistplatz, eine maximal 20 cm große Mulde, befindet sich in Dünen oder auf Sandbänken. Beide Eltern wärmen ein bis drei Eier etwa 24 Tage lang. Nach zwei Tagen verlassen die Jungen das Nest und erkunden gemeinsam die Umgebung. Nach vier bis fünf Wochen sind die Jungvögel flügge, werden aber noch weiterhin von den Eltern versorgt. Sturmfluten und Menschen sind die häufigsten Gründe für hohe Verluste.
Brandseeschwalben können bis zu 23 Jahre alt werden.

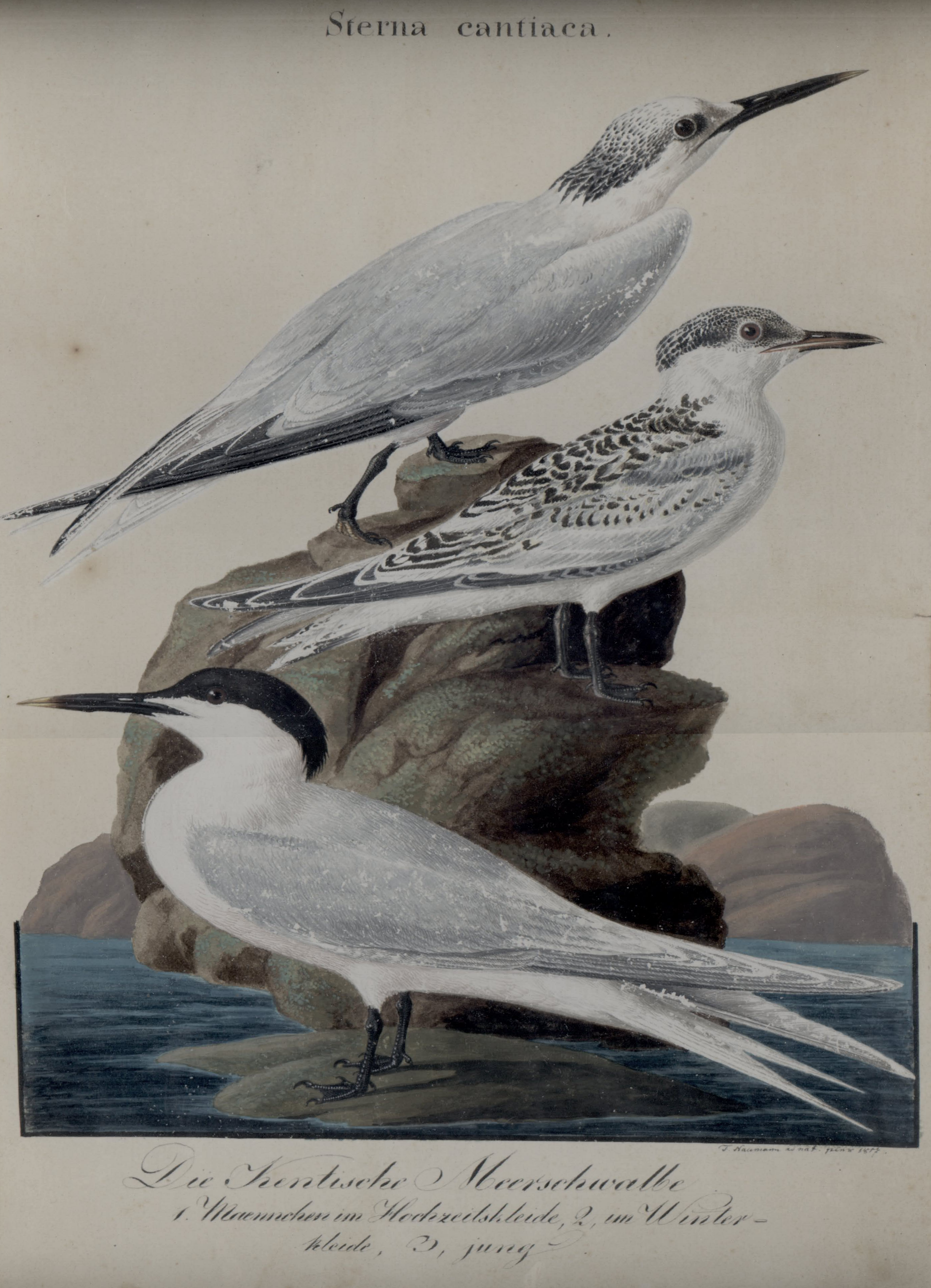
Männchen im Hochzeitskleid, im Winterkleid und als Jungtier
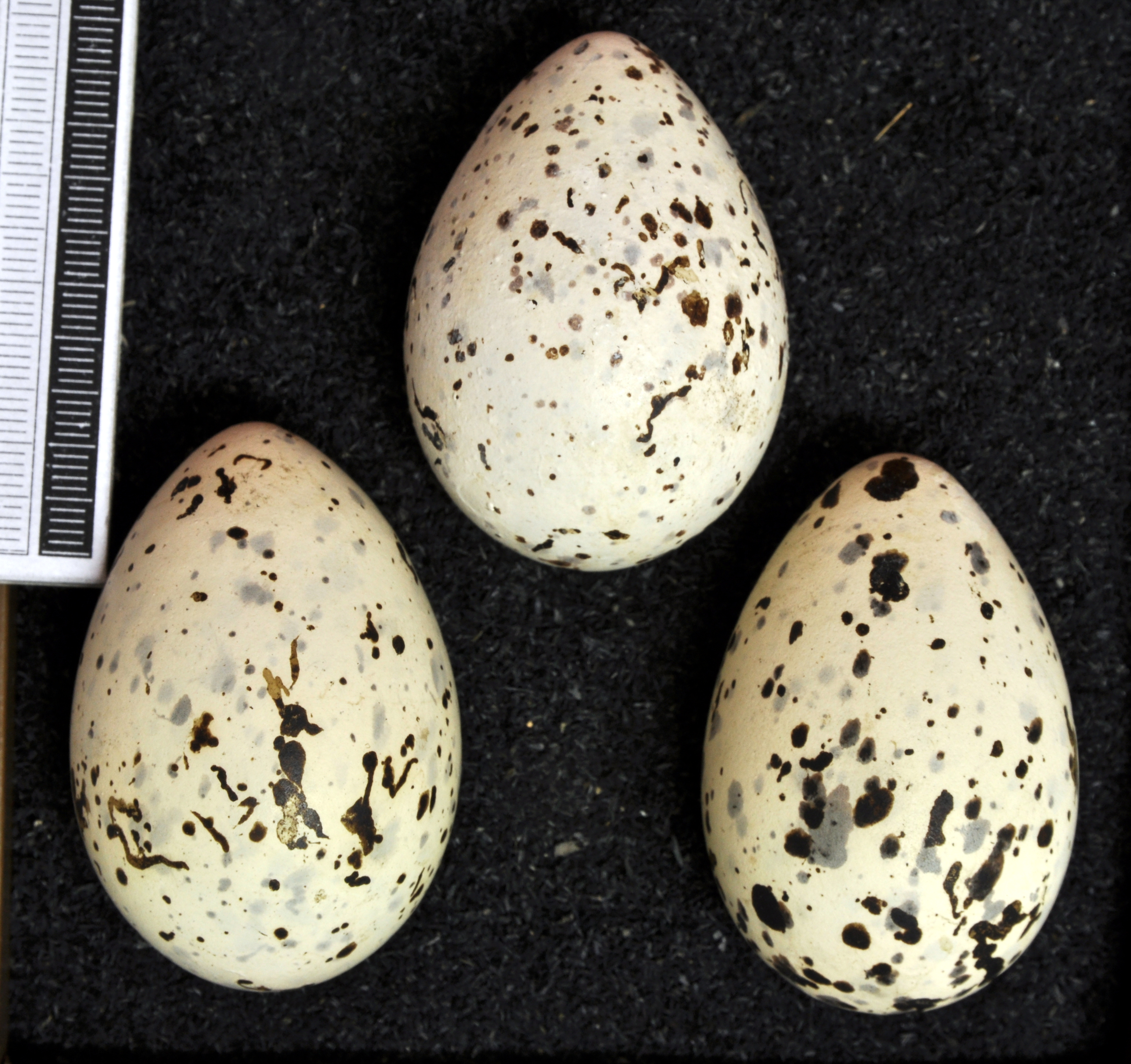
Gelege in der Sammlung des Museums Wiesbaden
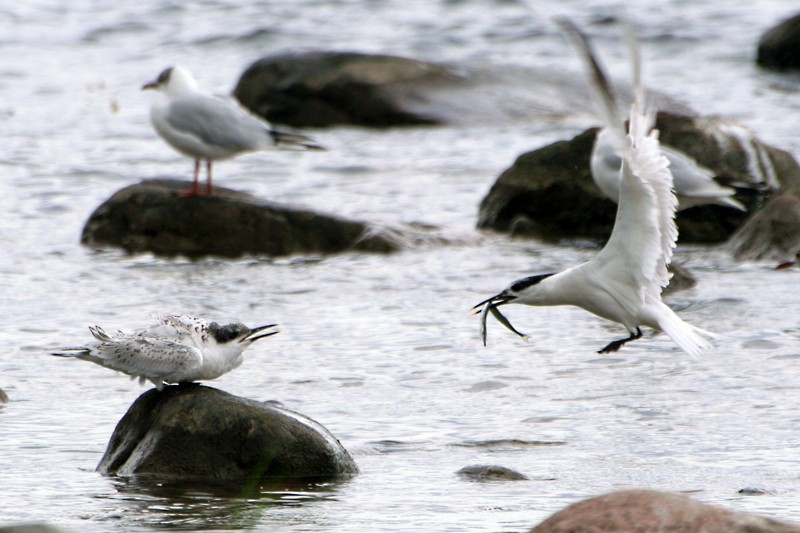
Altvogel mit Fisch im Anflug auf Jungtier

## Die Brandseeschwalbe als Namensgeber
Der Asteroid des mittleren Hauptgürtels (8597) Sandvicensis ist nach der Brandseeschwalbe benannt (wissenschaftlicher Name Sterna sandvicensis). Zum Zeitpunkt der Benennung des Asteroiden am 2. Februar 1999 befand sich die Brandseeschwalbe auf der niederländischen Roten Liste gefährdeter Arten.